# Neoanthrenus
Neoanthrenus es un género de escarabajos de la familia Dermestidae, con las siguientes especies: Según algunos taxónomos estas especies pertenecen a Anthrenus.
- Neoanthrenus armstrongi Kalík, 1957
- Neoanthrenus bilyi Háva, 2003
- Neoanthrenus consobrinus Háva, 2005
- Neoanthrenus frater Arrow, 1915
- Neoanthrenus king Háva, 2002
- Neoanthrenus macqueeni Armstrong, 1949
- Neoanthrenus niveosparsus Armstrong, 1941
- Neoanthrenus ocellifer Blackburn, 1891
- Neoanthrenus parallelus Armstrong, 1941